# A két Lotti (film, 1994)
A két Lotti vagy Charlie és Louise, avagy a két Lotti (eredeti cím: Charlie & Louise – Das doppelte Lottchen) 1994-ben bemutatott német film, amely Erich Kästner német író azonos című regényének második filmadaptációja. A forgatókönyvet Reinhard Klooss és Stefan Cantz írták. Az élőszereplős játékfilm rendezője Joseph Vilsmaier, producerei Peter Zenk, Joseph Vilsmaier és Günter Rohrbach. A zenéjét Norbert Jürgen Schneider szerezte. A történet főszereplőit Floriane Eichhorn és Fritzi Eichhorn alakították. A mozifilm a Constantin Film gyártásában készült, a Bavaria Film Studios forgalmazásában jelent meg. Műfaja családi filmvígjáték.
Németországban 1994. február 17-én, Magyarországon az 1. szinkronnal 1994. április 21-én mutatták be a mozikban, a 2. szinkronnal pedig a Duna TV-n vetítették le 2001-ben a televízióban.

## Szereplők
| Szerep                                            | Színész                 | Magyar hang        | Magyar hang        |
| Szerep                                            | Színész                 | 1. szinkron (1994) | 2. szinkron (2001) |
| ------------------------------------------------- | ----------------------- | ------------------ | ------------------ |
| Charlotte „Charlie” Palfy, az ikerpár egyik tagja | Fritzi Eichhorn         | Vadász Bea         | Szénási Kata       |
| Louise Kroeger, az ikerpár másik tagja            | Floriane Eichhorn       | Csondor Kata       | Dögei Éva          |
| Wolf Palfy, az ikrek apja                         | Heiner Lauterbach       | Barbinek Péter     | Kertész Péter      |
| Sabine Kroeger, az ikrek anyja                    | Corinna Harfouch        | Tallós Rita        | Orosz Helga        |
| Dr. Dieter Reich                                  | Hanns Zischler          | Uri István         | Barbinek Péter     |
| Jochen                                            | Hans Werner Meyer       | Galbenisz Tomasz   | Stohl András       |
| Sunny                                             | April Hailer            | Sáfár Anikó        | Simorjay Emese     |
| Suelo                                             | Albert Kitzl            | N/A                | N/A                |
| Miss Bishop                                       | Jan Wilson              | Kassai Ilona       | Fodor Zsóka        |
| Titkárnő a reklámcégnél                           | Karin Rasenack          | Koffler Gizi       | Bókai Mária        |
| Mrs. Brinkmann                                    | Kyra Mladeck            | Várnagy Katalin    | N/A                |
| Sabine Kroeger ügyvédje                           | Isabelle Carlson        | Horváth Barbara    | N/A                |
| Wolf Palfy ügyvédje                               | Gerhard Garbers         | Lázár Sándor       | Várkonyi András    |
| Olli                                              | Nikolai Eberth          | Sugár Bertalan     | N/A                |
| Erich Kästner                                     | Joachim Höppner         | Juhász György      | Uri István         |
| Tanárok                                           | Bernhard Dübe           | N/A                | N/A                |
| Tanárok                                           | Jan Josef Liefers       | N/A                | N/A                |
| Mr. Molling                                       | Wolfgang Linnenbruegger | N/A                | N/A                |
| Kislány a TV reklámban                            | Theresa Longoni         | N/A                | N/A                |
| Gitárjátékos                                      | Angela Maack            | N/A                | N/A                |
| Lydia                                             | Sonja May               | Dögei Éva          | Zsigmond Tamara    |
| Tanárnő                                           | Marta Nelle             | N/A                | N/A                |
| Apa a TV reklámban                                | Heiner Niehues          | N/A                | N/A                |
| Heiner                                            | Oliver Pressmar         | Molnár Levente     | Molnár Levente     |
| Színpadi dolgozó                                  | Hartmut Schwenk         | N/A                | N/A                |
| Walli                                             | Celine Sielaff          | Zentai Viki        | Mánya Zsófia       |
| N/A                                               | Johannes Gwisdek        | Dunai Mihály       | N/A                |